# Alan Rees
Alan Brinley Rees (* 12. Januar 1938 in Newport; † 6. September 2024 in Ascot) war ein britischer Autorennfahrer und Teammanager. Er war der Vater des Rennfahrers Paul Rees.

## Karriere
Alan Rees fuhr 1962 für das Lotus-Werksteam in der Formel Junior und hatte schon drei Siege eingefahren als ein schwerer Unfall beim 1000-km-Rennen auf dem Nürburgring auf einem Lotus 23 die Saison für ihn vorzeitig beendete.
1963, wieder vollständig genesen, wurde Rees beim Formel-2-Team von Roy Winkelmann Fahrer und Teammanager in Personalunion. Zwischen 1963 und 1968 pilotierte Rees immer wieder die Brabham-Rennwagen des Teams und schlug nicht selten die Spitzenfahrer dieser Rennformel der 1960er-Jahre wie Jim Clark, Jochen Rindt und Jackie Stewart.
Dreimal war Rees auch bei Grand-Prix-Rennen am Start. 1966 politierte er einen Formel-2-Brabham beim Großen Preis von Deutschland am Nürburgring. Einen „echten“ Formel-1-Wagen fuhr er 1967 in Silverstone. Mit dem Werks-Cooper T81 wurde er mit vier Runden Rückstand Neunter.
Ende 1968 trat er vom aktiven Rennsport zurück und beschränkte sich auf seine Rolle als Teammanager. 1969 wurde er Gründungsmitglied von March Engineering. Der Buchstabe „R“ stand für Alan Rees. Nach seinem Abgang von March wurde er Teammanager von Shadow und Arrows in der Formel 1.
Er starb im September 2024.

## Statistik

### Le-Mans-Ergebnisse
| Jahr | Team              | Fahrzeug    | Teamkollege  | Platzierung | Ausfallgrund |
| ---- | ----------------- | ----------- | ------------ | ----------- | ------------ |
| 1966 | Matra Sports SARL | Matra MS620 | Jo Schlesser | Ausfall     | Unfall       |

### Einzelergebnisse in der Sportwagen-Weltmeisterschaft
| Saison | Team             | Rennwagen   | 1   | 2   | 3   | 4   | 5   | 6   | 7   | 8   | 9   | 10  | 11  | 12  | 13  | 14  | 15  |
| ------ | ---------------- | ----------- | --- | --- | --- | --- | --- | --- | --- | --- | --- | --- | --- | --- | --- | --- | --- |
| 1962   | Essex Racing     | Lotus 23    | DAY | SEB | SEB | MAI | TAR | BER | NÜR | LEM | TAV | CCA | RTT | NÜR | BRI | BRI | PAR |
| 1962   | Essex Racing     | Lotus 23    |     |     |     |     |     | 2   |     |     |     |     |     |     |     |     |     |
| 1966   | Matra            | Matra MS620 | DAY | SEB | MON | TAR | SPA | NÜR | LEM | MUG | CCE | HOK | SIM | NÜR | ZEL |     |     |
| 1966   | Matra            | Matra MS620 |     |     |     |     | DNF |     | DNF |     |     |     |     |     |     |     |     |
| 1967   | J. W. Automotive | Mirage M1   | DAY | SEB | MON | SPA | TAR | NÜR | LEM | HOK | MUG | BRH | CCE | ZEL | OVI | NÜR |     |
| 1967   | J. W. Automotive | Mirage M1   | DNF |     |     |     |     |     |     |     |     |     |     |     |     |     |     |